# Antonia Kufferath
Antonia Kufferath (ook: Antonia Speyer) (Brussel, 28 oktober 1857 – Shenley, 26 oktober 1939) was een Belgische zangeres (sopraan). Zij was een dochter van de componist, muziekpedagoog, dirigent en pianist Hubert-Ferdinand Kufferath en zijn echtgenote Maria Christina Dumont (1819–1905) en de jongere zuster van de dirigent, cellist, librettist, musicoloog, tolk, muziekcriticus en voormalige directeur van de Koninklijke Muntschouwburg Maurice Kufferath. Niet alleen haar vader, maar ook al haar ooms en menige tantes waren in de muziek bezig, waarvan de componist, dirigent en violist Johann Hermann Kufferath en de componist, muziekpedagoog, dirigent en pianist Ludwig (Louis) Kufferath de bekendste zijn.

## Levensloop
Antonia Kufferath studeerde bij Julius Stockhausen in Berlijn en later bij Pauline Viardot-Garcia in Parijs. Zij verzorgde haar debuut in 1878 in Berlijn en werd een internationaal bekende concert- en oratoriazangeres. Een bekend evenement is een concert dat plaatsvond ter gelegenheid van de onthulling van het monument op het graf van Robert Schumann in Bonn op 2 mei 1880, dat gedirigeerd werd door Johannes Brahms en gedeeltelijk door Joseph Joachim. Zij was soliste (sopraan) in het uitgevoerde Requiem für Mignon en Manfred, toneelmuziek in drie afdelingen, op. 115 van Robert Schumann. Op 23 januari 1883 zong zij eveneens de solopartij (sopraan) in het Requiem van Johannes Brahms en het lied Liebestreu op. 3 nr. 1; wederom een concert dat door Johannes Brahms zelf werd dirigeert, nu in Krefeld. Brahms was wel zeer geïmponeerd van de zangeres en heeft de nummers 1 en 2 van zijn 13 Canons op. 113 aan Antonia Kufferath opgedragen. Zij verzorgde ook de solopartij in de première van Legende von der heiligen Elisabeth van Franz Liszt. In 1881 heeft zij het Mignon in aanwezigheid van Franz Liszt in Brussel begeleidt door Johanna Wenzel gezongen. Vanaf 1882 zong zij ook in concerten en recitals in Engeland. Ook de bekende Britse componist Edward Elgar heeft zijn Speak, Music!, op. 42 nr. 1 aan haar opgedragen.
Antonia was als zangeres actief tot haar huwelijk met de Duits-Britse bankmedewerker Edward (Edouard) Anton Speyer (1839-1934) op 2 juni 1885. Maar zij trad ook nog na het huwelijk in Engeland als zangeres op.